# Batalla de Mogyoród
La batalla de Mogyoród (en húngaro: mogyorodi csata) fue un conflicto armado que se libró entre el rey Salomón de Hungría y sus primos Géza I y San Ladislao el 14 de marzo de 1074. 

## Antecedentes al conflicto
Salomón gobernó durante varias situaciones turbulentas, manifestó pretensiones de entregar Hungría como vasallo al Sacro Imperio Romano Germánico para asegurarse en el poder y posteriormente inclusive atentó contra sus primos los príncipes Géza I y San Ladislao, temiendo que estos pudiesen reclamar sus derechos sobre el trono húngaro. Luego de luchar contra el Imperio bizantino (1071-1072), Salomón, Ladislao y Géza tomaron la ciudad de Belgrado y expulsaron a los bizantinos de la región. La incapacidad de repartir el botín de guerra de Salomón, así como una serie de situaciones hostiles contra sus primos, debilitaron profundamente las relaciones dentro de la familia real, y el rey fue aconsejado negativamente por el noble Vid.

## El preludio a la batalla y el choque
Salomón, aprovechando la ausencia de San Ladislao, atacó el campamento del príncipe Géza el 26 de febrero de 1074, sucediéndose la batalla de Kemej, derrotándolo y obligándolo a huir. Este enfrentamiento produjo la misma batalla de Mogyoród, donde en esta oportunidad Géza fue asistido por su hermano y por el duque Otón I. de Moravia, quien estaba casado con la princesa Eufemia, hermana de los dos príncipes. De esta manera, juntos vencieron a Salomón, destronándolo. Tras la batalla, Géza fue coronado rey de Hungría y Salomón liberado.